# Stojan Aralica
Stojan Aralica (Škare, 24. prosinca 1883. - Beograd, 4. veljače 1980.), bio je srpski slikar, rodom iz Hrvatske.

## Životopis
Nakon niže gimnazije u Otočcu završava u Osijeku učiteljsku školu i već se u to vrijeme počinje baviti slikarstvom. Shvaćajući slikarstvo kao svoj životni poziv 1909. godine odlazi u München gdje najprije uči slikarstvo privatno kod Heinricha Knirra, a već 1910. godine primljen je na Akademiju u klasu kod Karla Marra, a 1912. godinu proveo je kod Ludviga Hertericha. 
Izbijanjem Prvoga svjetskog rata odlazi 1914. godine u Zagreb gdje boravi dvije godine. Potom je 1916. godine otišao na Akademiju u Prag gdje uči grafiku kod profesora Bremsea. U Zagreb ponovo dolazi krajem 1917. godine, otvara vlastiti umjetnički studio i priređuje prvu samostalnu izložbu 1919. godine. Nešto kasnije 1920. godine putuje u Italiju, a zatim u sjevernu Afriku i Španjolsku a onda je zajedno sa Zlatkom Šulentićem izlagao u Zagrebu 1922. godine. Konačno 1925. godine odlazi u Paris gdje otvara vlastiti umjetnički studio i boravi do 1934. godine kada se ponovno vraća u Zagreb. U tim godinama izlaže kako u Parizu tako i u Pragu, Zagrebu i Beogradu. Početkom Drugoga svjetskog rata odlazi u Beograd, a poslije rata u Švedsku gdje ostaje do 1948. godine te se ponovno vraća u Beograd. 
Izlagao je na mnogim izložbama u zemlji i inozemstvu, a po vlastitoj želji dio svog fondusa poklonio je Gradu Otočcu koji je od 1976. godine izložen u muzeju u Otočcu. 
Umro je u Beogradu 4. veljače 1980. godine, a ova stalna izložba i memorijalna zbirka otvorena je u Otočcu 11. travnja 1980. godine.